# ROAL Motorsport
ROAL Motorsport, tidigare Ravaglia Motorsport, är ett italienskt racingteam grundat år 2001 av 1987 års världsmästare i standardvagnsracing, Roberto Ravaglia, tillsammans med Aldo Preo. Teamet har alltid drivit BMW-bilar och de tävlade tidigare under namnet BMW Team Italy-Spain i World Touring Car Championship.

## Historia
Ravaglia Motorsport grundades 2001 och tävlade under sitt första år i European Super Production Championship. Teamet tävlade då under namnet BMW Team Germany med nederländaren Peter Kox och tysken Norman Simon som förare. Kox vann klassen, som var en underklass till European Super Touring Championship, medan Simon vann cupen för förare under 23 år i samma mästerskap och blev fyra totalt.
Till säsongen 2002 bytte European Super Touring Championship namn till European Touring Car Championship och Ravaglia Motorsport bytte tävlingsnamn till BMW Team Spain. Förarna blev spanjoren Jordi Gené och italienaren Fabrizio de Simone. Gené var den som lyckades bäst, med en pallplats och åttonde plats totalt. De Simone slutade på fjortonde plats.
Säsongen 2003 blev det återigen byte av tävlingsnamn och förare. Antonio García och Fabrizio Giovanardi fick platserna som förare, för teamet som nu tävlade under namnet BMW Team Italy-Spain. De slutade som åtta respektive nia i mästerskapet, med fyra respektive tre pallplatser. García hade dessutom en pole position. Under den sista tävlingshelgen, på Autodromo Nazionale Monza, fick Alessandro Zanardi köra en tredje bil för teamet. På grund av Zanardis våldsamma krasch 2001, där han tvingades amputera båda benen, fick han en specialbyggd bil. Med den tog han en sjundeplats i ett av racen. Zanardi stannade i teamet under säsongen 2004, medan Giovanardis lämnade. Han plockade några poäng och slutade på fjortonde plats totalt. García var kvar i teamet och tog tre pallplatser, samt slutade på sjunde plats totalt.

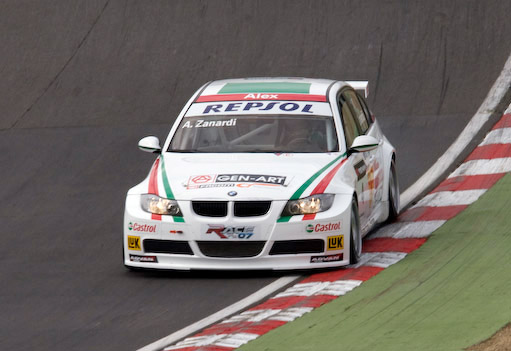
Alessandro Zanardi i en BMW 320si för BMW Team Italy-Spain på Brands Hatch i World Touring Car Championship 2008.

Till säsongen 2005 bytte European Touring Car Championship namn till World Touring Car Championship, och blev ett världsmästerskap istället för ett europeiskt mästerskap. Ravaglia Motorsport bytte också namn, till ROAL Motorsport. "ROAL" står för Roberto och Aldo, namnen på teamets grundare. Förarna var de samma som året innan, García och Zanardi. García blev nia i mästerskapet och Zanardi blev tia, med tre respektive två pallplatser. Zanardi körde också Campionato Italiano Superturismo under året och vann hela mästerskapet, efter åtta segrar på tio körda race. Han deltog även i Super 2000-klassen i European Touring Car Cup, som kördes på ACI Vallelunga Circuit i Italien, och vann ett av racen, samt slutade på tredje plats totalt.
I slutet av 2005 lämnade García teamet, för att istället börja tävla i sportvagnsracing. Spanjoren Marcel Costa ersatte honom till säsongen 2006, men Costa blev i sin tur ersatt av Duncan Huisman mitt under säsongen, på grund av för dåliga resultat. Zanardi vann ett race, men slutade bara som elva totalt, och Huisman som trettonde. ROAL Motorsport gav, i slutet av året, GP2 Series-föraren Félix Porteiro chansen att köra European Touring Car Cup på Autódromo do Estoril. Teamet tyckte att han gjorde bra ifrån sig, med en femteplats, vilket gjorde att han fick platsen som förare i WTCC 2007.
Porteiro vann det första racet i Race of the Czech Republic på Masaryk Circuit och slutade sin första säsong i World Touring Car Championship på tolfte plats. Zanardi hade som bäst en tredjeplats, vilken var i samma tävling som Porteiro vann. I övrigt gjorde han en mycket svag säsong, med bara ett fåtal poäng utöver tredjeplatsen, och slutade på femtonde plats.
Säsongen 2008 tog Porteiro ytterligare en seger, på Motorsport Arena Oschersleben i Tyskland. Utöver dessa tog han ytterligare tre pallplatser och slutade på tionde plats totalt. Zanardi tog också en seger, vilken var samma tävling som Porteiro vunnit året innan. Han hade även en andra- och en tredjeplats under säsongen, men i övrigt höll han sig i de bakre regionerna i resultatlistan. Totalplaceringen blev trettonde. ROAL Motorsport körde även några tävlingar i Campionato Italiano Superstars med Luca Rangoni och Kristian Ghedina som förare. Rangoni vann på Autodromo Riccardo Paletti, vilket var den enda tävlingen som han körde. Ghedina hade tävlat för Millennium Team tidigare under säsongen, men gick över till ROAL Motorsport när två tävlingar återstod. Ghedina slutade femte plats totalt.
Till säsongen 2009 bytte Porteiro plats med sin landsman, Sergio Hernández, som tidigare tävlat för Scuderia Proteam Motorsport. Porteiro gick till Proteam i privatförarcupen, medan Hernández gick från att ha varit privatförare, till ROAL Motorsport. Zanardi vann det första racet på Masaryk Circuit, precis som det föregående året, medan Hernández vann det andra. Totalt slutade Hernández på elfte plats, med Zanardi på platsen bakom. I Campionato Italiano Superstars blev Gianni Morbidelli mästare för teamet, och så även i Superstars Series. Francesco Ascani tävlade också för ROAL, och slutade nia respektive åtta i mästerskapen.
2009 var det sista året som ROAL Motorsport tävlade i WTCC under namnet BMW Team Italy-Spain, eftersom BMW drog ned sin satsning i WTCC rejält. Under säsongen 2010 hade BMW bara ett fabriksteam, BMW Team RBM, som drevs av det belgiska teamet Racing Bart Mampaey. ROAL Motorsport försvann därför ur WTCC till säsongen 2010. Man stannade dock kvar i Superstars Series och tävlade under namnet Team BMW Italia, med Gianni Morbidelli, Luca Cappellari, Stefano Gabellini och Thomas Biagi som förare. Biagi lyckades bäst och vann hela mästerskapet, efter tre segrar under säsongen. Morbidelli blev sexa, Gabellini nia och Cappellari tia.
Till säsongen 2011 kommer ROAL Motorsport att vara tillbaka i World Touring Car Championship. De kommer att driva en bil, med den nederländske föraren Tom Coronel. I Superstars Series kommer man att ha Thomas Biagi, Stefano Gabellini och Alberto Cerqui som förare.